# Villarramiel (kommunhuvudort)
Villarramiel är en kommunhuvudort i Spanien.   Den ligger i provinsen Provincia de Palencia och regionen Kastilien och Leon, i den norra delen av landet, 210 km nordväst om huvudstaden Madrid. Villarramiel ligger 766 meter över havet och antalet invånare är 991.
Terrängen runt Villarramiel är platt. Runt Villarramiel är det mycket glesbefolkat, med 5 invånare per kvadratkilometer. Närmaste större samhälle är Villalón de Campos, 11,9 km nordväst om Villarramiel. Trakten runt Villarramiel består till största delen av jordbruksmark.